# Réticence

## Rhétorique
En rhétorique, la réticence est une figure de construction qui consiste en un énoncé inachevé dont le sens reste clair. La réticence est employée pour atténuer le sens d'une expression en laissant le soin à l'interlocuteur d'en deviner la suite ou pour insinuer (figure d'insinuation comme l'euphémisme ou l'amplification). Dès lors, la réticence peut exploiter le caractère polysémique de l'énoncé.

### Exemples
- «Il parlait de... enfin tu auras deviné.»
- «Il en a.»
- «Moi, je suis honnête.»

## Droit
- En droit, la réticence est le fait de commettre un dol en gardant le silence.